# Encina de la Peana
La encina de la Peana es un espécimen de Quercus ilex de la sierra de los Filabres. Está situada en el municipio de Serón, en la provincia de Almería, España. Fue declarada monumento natural de Andalucía en 2019.

## Descripción
Se trata del árbol más grande de Andalucía, según el catálogo elaborado por la Consejería de Agricultura, Ganadería, Pesca y Desarrollo  Sostenible de la Junta de  Andalucía. Tiene 18,5 metros de altura y el perímetro a 1,30 m mide 5,80 m. La encina milenaria está situada en una finca privada del valle de La Loma. El espacio discurre paralelo a la carretera local de Serón que une el municipio al antiguo poblado minero de Las Menas de la ladera norte de la sierra de los Filabres. Un espécimen que ha sobrevivido miles de años siendo testigo del paso del tiempo y de las radicales transformaciones de su entorno. Esta encina es conocida popularmente por los aldeanos como la encina milenaria o ‘La Peana’. Esta encina es uno de los antiguos vestigios de lo que fue la vegetación del bosque mediterráneo dominante en otros tiempos en la Sierra de Los Filabres, siendo testigo del deterioro y la sobreexplotación del bosque mediterráneo que poblaba estas sierras.